# Barkahoum Drici
Barkahoum Drici (sinh ngày 28 tháng 3 năm 1989) là một nữ vận động viên chạy đường dài người Algérie. Cô từng tham gia cuộc thi marathon tại Giải vô địch thế giới 2015 về điền kinh ở Bắc Kinh, Trung Quốc.